# Рей Сполдінг
Реймонд Марк Сполдінг (англ. Raymond Mark Spalding, нар. 11 березня 1997 року) – американський професійний баскетболіст, останньою командою якого був Г'юстон Рокетс з Національної баскетбольної асоціації (НБА). В студентські роки грав за "Луїсвілл Кардиналз".

## Шкільна кар'єра
Сполдінг - син Реймонда Брукса та Джеррі Сполдінг. Він виріс, граючи у футбол, кікбол та баскетбол. Він відвідував старшу школу Трініті в Луїсвіллі, штат Кентуккі, де його тренував Майк Сабо. Сполдінг почав отримувати увагу у коледжі після того, як набрав 34 очки на турнірі AAU влітку перед останнім курсом старшої школи. Він вступив до команди "Луїсвілл Кардиналз" місцевого університету, бо хотів стати іменем у своєму рідному місті.

## Студентська кар'єра
Приїжджаючи в Луїсвілл, головний тренер Рік Пітіно захопився Сполдінгом, стверджуючи, що він має найбільший потенціал серед усіх гравців, яких він коли-небудь тренував. Перші два роки в Луїсвіллі Рей виходив з лави запасних. У середньому він набирав 5,9 очка та 5,7 підбирань за гру на другому курсі. Після сезону Сполдінг помітив, що товариш по команді Донован Мітчелл поставив собі ціль стати гравцем НБА, і вирішив зробити те саме. Він зібрав найбільші 16 підборів у кар'єрі, здобувши 21 очко в перемозі проти Гранд-Каньйону в грудні 2017 року. Сполдінг відмітився дабл-даблом, набравши "кар'єр-хай" з 23 очок, до яких додав 12 підбирань у перемозі після двох овертаймів над "Нотр-Дамом" 82-78 16 січня 2018 року. Він перейшов у стартовий склад на третьому курсі, набираючи в середньому 12,3 очка, 8,6 підбирання, 1,7 блокування та 1,5 перехоплення за гру. Сполдінг привів команду до сезонного результату 22–14 та чвертьфіналу NIT. Він мав особливу відзнаку при складанні списку найкращи гравці сезону конференції Атлантичного узбережжя. Після сезону Сполдінг подався на Драфт НБА у 2018 році та найняв агента, таким чином пропустивши останній сезон у Луїсвіллі.

## Професійна кар'єра

### Даллас Маверікс (2018–2019)
21 червня 2018 року Сполдінг був вибраний "Філадельфією Севенті-Сіксерс" під 56-м піком на Драфті НБА 2018 року. Згодом його обміняли в "Даллас Маверікс" разом із останнім відбором драфта Костасом Адетокумбо на права на 54 пік Шейка Мілтона. Він підписав свій контракт новачка 20 липня 2018 року. Сполдінг дебютував у НБА 17 жовтня 2018 року, зігравши одну хвилину у програші 121-100 проти "Фінікс Санз". Це була єдина гра, яку він грав за "Даллас". Решту свого перебування у франшизі Рей провів у коман "Тексас Леджендс" у  G-Лізі НБА.
31 січня 2019 року Маверікс відрахували Сполдінга з команди.

### Фінікс Санз (2019)
20 лютого 2019 року Сполдінг підписав 10-денний контракт із "Фінікс Санз". Хоча він жодного разу не зіграв за час угоди, 3 березня йому дали дворічний частково гарантований контракт. Врешті-решт Сполдінг записав свій перший підбір 9 березня, зігравши лише 3 хвилини, та програвши "Портленд Трейл-Блейзерс" 127-120. Через тиждень Рей зіграв, мабуть, свою найкращу гру сезону в НБА проти "Нью-Орлінс Пеліканс", записавши в актив 8 очок при точності влучань 4 з 5 з гри, 4 підбирання, 2 блокування та 2 передачі за 14 хвилин на майданчику, та допоміг команді перемогти 138–136 в овертаймі. 5 квітня Сполдінг вперше у лізі вийшов в стартовому складі, оформивши дабл-дабл з 21 очка та 13 підбирань у перемозі над "Пеліканс" в овертаймі 133–126.

### Ріо-Гранде Валлей Вайперс (2019–2020)
31 липня 2019 року Сполдінг підписав контракт Exhibit 10 з "Атлантою Гокс". 8 жовтня 2019 року від він був відрахований ними. 10 жовтня 2019 року Сполдінг підписав контракт із "Х'юстон Рокетс". 19 жовтня 2019 він був відрахований. Після цього Рей був доданий до складу команди "Ракет" у G-Лізі НБА "Ріо-Гранде Валлей Вайперс". Сполдінг був залишений на одну гру без зарплати після сутички в програному матчі проти "Мемфіс Хасл" 132–109 17 грудня.

### Шарлотт Горнетс (2020)
15 січня 2020 року Шарлотт Горнетс оголосила, що підписала зі Сполдінгом двосторонній контракт. Він набрав 15 очок у своєму дебюті за "Грінсборо Сворм" у перемозі над "Айова Вулвз".
Сполдін був відрахований з "Горнетс" 29 листопада 2020 року.

### Г'юстон Рокетс (2021–дотепер)
12 лютого 2021 року Г'юстон Рокетс оголосили про підписання двосторонньої угоди зі Сполдінгом.

## Статистика

### НБА

#### Регулярний сезон
| Сезон   | Команда | GP | GS | MPG  | FG%  | 3P%  | FT%  | RPG | APG | SPG | BPG | PPG |
| ------- | ------- | -- | -- | ---- | ---- | ---- | ---- | --- | --- | --- | --- | --- |
| 2018–19 | Даллас  | 1  | 0  | 1.0  | –    | –    | –    | .0  | .0  | .0  | .0  | 0.0 |
| 2018–19 | Фінікс  | 13 | 3  | 11.3 | .532 | .000 | .333 | 3.7 | .4  | .7  | .6  | 4.2 |
| Кар'єра | Кар'єра | 14 | 3  | 10.6 | .532 | .000 | .333 | 3.4 | .4  | .6  | .6  | 3.9 |

### G-Ліга НБА

#### Регулярний сезон
| Сезон   | Команда | GP | GS | MPG  | FG%  | 3P%  | FT%  | RPG | APG | SPG | BPG | PPG  |
| ------- | ------- | -- | -- | ---- | ---- | ---- | ---- | --- | --- | --- | --- | ---- |
| 2018–19 | Тексас  | 29 | 26 | 30.1 | .514 | .231 | .568 | 9.3 | 1.8 | 1.7 | 2.2 | 15.9 |
| Кар'єра | Кар'єра | 29 | 26 | 30.1 | .514 | .231 | .568 | 9.3 | 1.8 | 1.7 | 2.2 | 15.9 |

### Коледж
| Сезон   | Команда  | GP  | GS | MPG  | FG%  | 3P%  | FT%  | RPG | APG | SPG | BPG | PPG  |
| ------- | -------- | --- | -- | ---- | ---- | ---- | ---- | --- | --- | --- | --- | ---- |
| 2015–16 | Луїсвілл | 30  | 6  | 17.5 | .560 | .333 | .500 | 4.3 | .5  | .9  | .7  | 5.6  |
| 2016–17 | Луїсвілл | 34  | 8  | 19.2 | .590 | .000 | .545 | 5.5 | .8  | .6  | .9  | 5.9  |
| 2017–18 | Луїсвілл | 36  | 34 | 27.6 | .543 | .263 | .640 | 8.7 | 1.3 | 1.5 | 1.7 | 12.3 |
| Кар'єра | Кар'єра  | 100 | 48 | 21.7 | .557 | .240 | .579 | 6.3 | .9  | 1.0 | 1.1 | 8.1  |